# Alexandra Kiadó
Az Alexandra Kiadó Magyarország egyik legnagyobb könyvkiadója volt a 2000-es években.

## Története

### Kezdeti évei
Az Alexandra Könyvkiadó elődjének számító Direkt Bt-t 1990-ben hozta létre Matyi Dezső, ekkor még utcai könyvárusítással foglalkozott. 1993-ban vette meg az első könyváruházat (a Senecát), illetve ez év decemberében alakult meg a Pécsi Direkt Kft, mely a későbbi Alexandra birodalom alapja volt. A kiadót Matyi Dezső 1991-ben született lányáról nevezte el.

### A cég fénykora
A kezdetekben elsősorban meséskönyveket, albumokat, ismeretterjesztő könyveket adott ki, olykor kifejezetten olcsó, alacsony minőségű könyvek kiadójának bélyegezték a kiadót. Később választékot exkluzív kiállítású albumokkal bővítette. A cég komoly üzleti áttörését az jelentette, amikor 2000-ben előbb a Győr Plaza, majd a Plaza Centers-szel kötött megállapodás következtében további bevásárlóközpontok kizárólagos könyvesboltja lett az Alexandra. A strukturális váltás fontos mérföldköve a budapesti Nyugati téren megnyílt könyváruház volt, mely kulturális központ funkciót hivatott betölteni (Vámos Klub, Vámos Miklós vagy Konrád György dedikálásai az Alexandra-pódiumon), illetve a cég könyvpalotát nyitott a Károly körúton is.
2009-ig évente majdnem 500 könyvet jelentetett meg. 2009-ben Budapesten 14, vidéken 74 üzlete volt.

### A kiadó csődje
2013-ban kezdődtek a cégcsoport nyilvánosság előtti problémái, a Matyi Dezső által tulajdonolt Matias Borászat és a Pécsi MFC problémáival. A kiadó a beszállítókkal szemben sokszor csúszott a kifizetésekkel, ám ennek jelentősége utólag mérhető fel, hiszen ilyesmi korábban sem volt példa nélküli. Hamarosan az Alexandra különböző tevékenységei különböző cégekbe kerültek kiszervezésre (pl. Rainbow Kft, Könybazár Kft). 2016-ban a Pécsi Direkt Kft. végül csődöt jelentett, 2017-ben pedig a nagykereskedéssel foglalkozó Könyvbazár Kft. is csődbe ment, mely megrázta a könyvpiacot. Az összeomlás után az Alexandra Kiadó különvált a könyvesboltoktól. Előbbi továbbra is a Matyi-család érdekeltségében maradt, míg utóbbit felvásárolták. A cégcsoport 2017-re tízmilliárd forintnál nagyobb adósságot halmozott fel.

### A kiadó jelene
Mára az Alexandra Kiadócsoport részeként működik, melynek tagja mások mellett az Európa és a Moobius is. A korábbi tulajdonos Matyi Dezsőt 2019-től eltiltották a cégvezetéstől, a csoportot jelenleg lánya, a névadó Matyi Alexandra vezeti. Az Alexandra korábbi boltjai közül számos Libri vagy Líra könyvesbolt lett, de az Alexandra nevet megtartotta 14 áruház, miután a Könyvmolyképző Kiadó tulajdonába került. A korábbi adósságok rendezése 2020 végére se lett megoldott.

## Jelentősebb szerzők, kiadványok
- George R. R. Martin: A tűz és jég dala (2003–)
- Frei Tamás (2010–)
- Vujity Tvrtko: Pokoli történetek (2001–2010)
- Ulysses Moore (2006–)
- Faludy György hagyatékának gondozója[7]

## Díjai
- 2006: Fehér Rózsa-díj (a Kultúraközvetítők Társasága tüntette ki)[1]
- 2008: Hermész-díj (Oktatási Minisztérium tüntette ki)[1]